# Armand Guerra
Pour les articles homonymes, voir Guerra.
Armand Guerra, né José Maria Estíbalis Calvo, le 4 janvier 1886 à Llíria en Espagne et mort le 10 mars 1939 à Paris, réalisateur, scénariste et acteur libertaire espagnol.

## Biographie
Après des études au petit séminaire de Valence, il commence à gagner sa vie comme typographe.
En 1907, il participe aux grèves et finit en prison. Une fois libéré, il part à Cuba puis revient en Europe et s'installe à Paris où il entre en contact avec les groupes anarchistes. Devenu journaliste, il écrit dans des publications en Suisse, en Italie et jusqu'en Égypte. Il revient ensuite en France.
En 1912, il tourne un premier court métrage Un cri dans la jungle pour les studios l’Éclair. Il est ensuite embauché par la Fédération communiste anarchiste révolutionnaire et réalise, sous le pseudonyme de Armand Guerra, des films militants, notamment Les misères de l’aiguille. En 1913, il crée avec des techniciens La Coopérative du Cinéma du peuple (en) à Paris qui ne durera que jusqu'en août 1914 et produira, entre autres, deux courts-métrages d'Armand Guerra : Les Misères de l'aiguille et La Commune.
Pendant la Première Guerre mondiale, il n’est pas mobilisé en raison de sa nationalité espagnole, mais il reçoit un ordre d’expulsion pour ses écrits pacifistes. Il s’installe à Lausanne puis, en 1918, il retrouve Madrid où il crée une compagnie cinématographique bientôt mise en faillite faute de moyens financiers suffisants.
En 1923, Armand Guerra devient salarié des studios allemands de Babelsberg en pleine créativité cinématographique sous la république de Weimar.
En 1933, avec l'arrivée du régime nazi, Armand Guerra doit quitter l'Allemagne et regagne son pays natal. Pendant la guerre civile espagnole, il soutient la Confédération nationale du travail en réalisant des reportages de guerre qui seront diffusés pendant plusieurs mois à Madrid. Pendant ce temps, Armand Guerra parcours les meetings militants à travers la France.
En 1936, il tourne à Madrid Carne de fieras, un « film baroque et passionnant » selon le critique Édouard Waintrop.
En février 1939, il réussit à s’embarquer pour Sète. Il s'installe à Saint-Mandé en région parisienne où se sont réfugiées sa femme Isabel Anglada Sovelino et son unique enfant, Vicenta, née en 1934. Il meurt à Paris, d’une rupture d’anévrisme, le 10 mars 1939.
La majeure partie des films d'Armand Guerra ont soit été détruits, soit sont encore entreposés dans des archives non inventoriées à Berlin, Paris, Madrid et Barcelone.

## Filmographie
Réalisateur
- 1912 : Un Cri dans la jungle (court-métrage)
- 1913 : Les Misères de l’aiguille, coréalisé avec Raphaël Clamour (Court-métrage)
- 1913 : Le vieux docker (court-métrage)
- 1914 : La Commune (court-métrage)[1].
- 1926 : Luis Candelas o El bandido de Madrid
- 1928 : Batalla de damas / Der Kampf um den Mann
- 1930 : El amor solfeando / L'amour chante avec Florelle
- 1936 : Carne de fieras / Chair de fauves
- 1937 : Estampas guerreras. Número 1
- 1937 : Estampas guerreras. Número 2

Scénariste
- 1928 : Batalla de damas / Der Kampf um den Mann
- 1928 : La logia ofrecida / Die geschenkte loge
- 1936 : Carne de fieras / Chair de fauves, (BNF 14460748)
- 1937 : Estampas guerreras. Número 1
- 1937 : Estampas guerreras. Número 2

Acteur
- 1914 : Les Misères de l'aiguille co-réalisé avec Raphaël Clamour
- 1925 : Ein Sommernachtstraum (Le songe d’une nuit d’été) de Hans Neumann
- 1934 : La alegría que pasa de Sabino Antonio Micón
- 1936 : Carne de fieras / Chair de fauves

### Documentaire vidéo
- Ezéquiel Fernandez, Armand Guerra - Requiem pour un cinéaste espagnol, France, 1998, 52 minutes, notice.